# Luc Verstraete
Luc Verstraete (Eeklo, 18 januari 1928 – Eeklo,  28 december 2008) was een Belgisch schilder, tekenaar en graficus.

## Levensloop
Verstraete werd geboren in een Vlaamse, kunstzinnige familie en ging op zijn 16e naar de Sint-Lucasschool, een school voor kunstambachtelijk onderwijs, in Gent. Reeds tijdens zijn opleiding richtte hij met enkele geestverwanten als Arno Brys, Willy Bosschem, Jef Boudens en Max van Damm Die Ghenootscap op, een vereniging die zich afzette tegen de heersende smaak in de gebruiksgrafiek. Ze gingen voor een meer eigentijdse en christelijk geïnspireerde vormgeving. In de jaren die volgden evolueerde hij naar een meer internationale stijl. Hij drukte zijn stempel op de gebruiks- en gelegenheidsgrafiek. Zijn oeuvre is enorm van omvang en verscheidenheid: ex-librissen, boekomslagen, kerst- en nieuwjaarskaarten, doop- en huwelijkskaarten, communie- en rouwprentjes, postkaarten, tekeningen voor kranten, tijdschriften, televisie, affiches, brochures, flesetiketten, postzegels, luxetelegrams, enz. Verstraete wordt gezien als boegbeeld van een nieuwe generatie Vlaamse grafici na de Tweede Wereldoorlog. Luc Verstraete tekende in de jaren '50 bijna elk jaar de affiche voor de IJzerbedevaart. In 1958 was hij laureaat van de wedstrijd Pro Arte Christiana met een werk dat een eigentijdse Jezus en zijn apostelen voorstelde. In de jaren '60 maakte hij onder het pseudoniem Lucifer naam als cartoonist.
Vanwege een Koninklijk Besluit in 1958 dat leraren verbood ook zelfstandig kunstenaars te zijn, stopte Verstraete met publiceren. Die gedwongen beperking maakte hem depressief. Na het opheffen van de wet in 1974 herstelde Verstraete en bracht hij opnieuw op kleinere schaal werk uit. Luc Verstraete was niet zo bekend bij het grote publiek maar was wel als leraar van groot invloed.

## Tentoonstellingen
- 1983, overzichtstentoonstelling in exlibris centrum, Sint-Niklaas[2]

## Privé
Luc Verstraete was getrouwd met Sonja Dumon. Ze hebben vier kinderen.
Zijn kleindochter Charlotte Verstraete schreef haar eindwerk over haar grootvader voor haar studies kunstwetenschappen.
Drie andere kleinkinderen maakten in maart 2015 een expositie met werken van hun grootvader en eigen werk.